# Werner Abrahamson
Ne doit pas être confondu avec Frederik Abrahamson.
Pour les articles homonymes, voir Abrahamson.
Werner Hans Frederik Abrahamson, né le 10 avril 1744 à Schleswig et mort le 22 septembre 1812 à Copenhague, est un écrivain danois et un militaire de carrière.

## Biographie
Il est un écrivain très prolifique dans diverses domaines tels que la linguistique, les runes, la littérature médiévale et l'histoire militaire.
Pratiquant la musique et la littérature en amateur, plusieurs de ses mélodies sont devenues des chansons populaires danoises. Avec Rasmus Nyerup et Knud Lyne Rahbek, il réalise un ouvrage en cinq tomes sur la musique folklorique danoise intitulé Udvalgte danske Viser fra Middelalderen. Il est membre de deux loges maçonniques.